# 巴拉穆拉縣

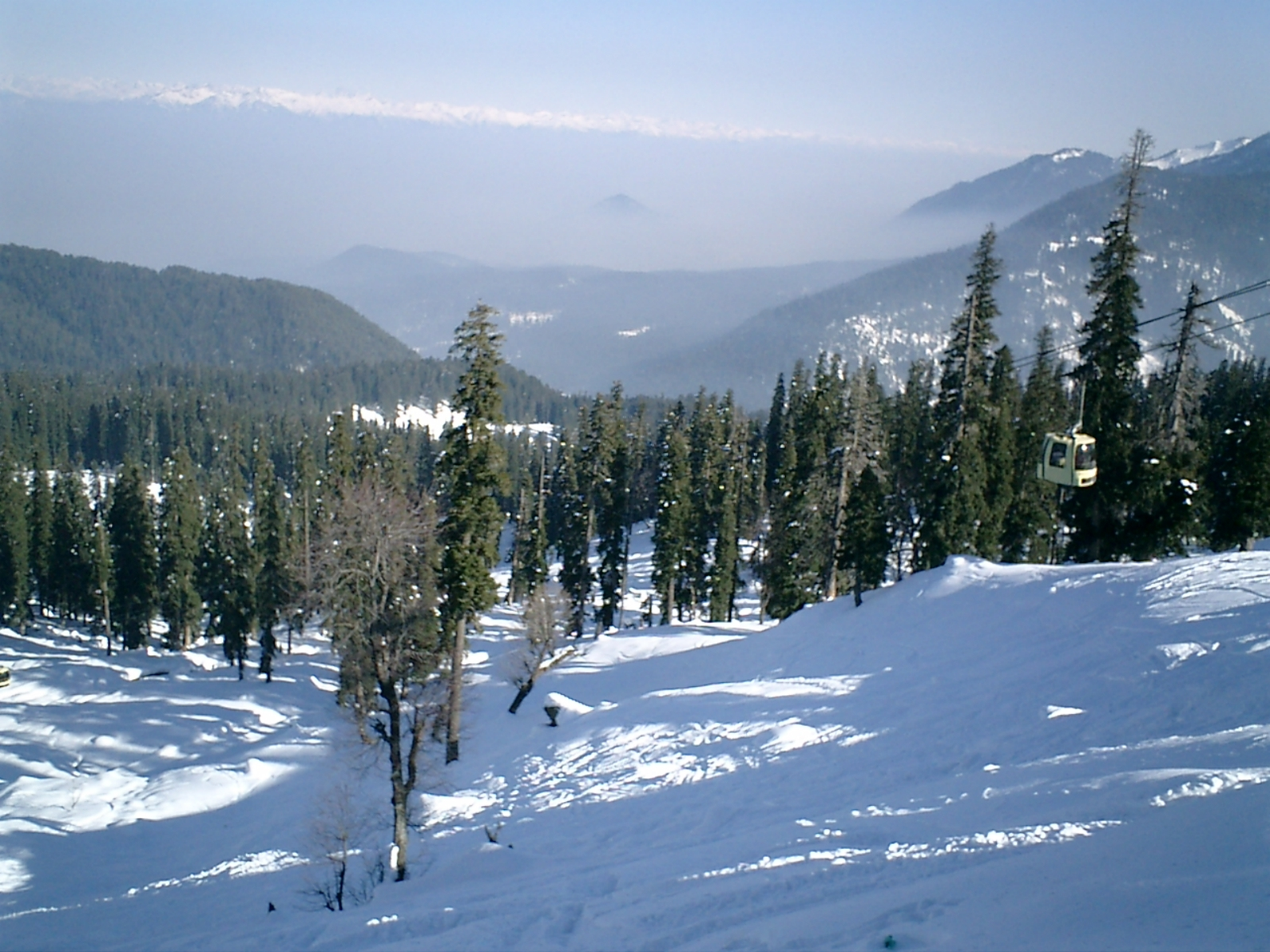

巴拉穆拉縣是印度的一個縣，位於該國北部，由查谟和克什米尔負責管轄，面積3,353平方公里，識字率為66.93%，2011年人口1,015,503，人口密度每平方公里303人。

## 外部連結
- List of places in Baramulla （页面存档备份，存于）
- Baramulla district official website （页面存档备份，存于）